# Amīr Kolā
Amīr Kolā (persiska: امير كلا, اَمير كَلا) är en ort i Iran.   Den ligger i provinsen Mazandaran, i den norra delen av landet, 150 km nordost om huvudstaden Teheran. Antalet invånare är 25 186.
Terrängen runt Amīr Kolā är mycket platt, och sluttar norrut. Runt Amīr Kolā är det tätbefolkat, med 286 invånare per kvadratkilometer. Närmaste större samhälle är Babol, 5,3 km söder om Amīr Kolā. Trakten runt Amīr Kolā består till största delen av jordbruksmark.